# 1763

## Родени
- 13 март – Гийом Брюн, френски маршал
- 21 март – Жан Паул, немски писател († 1825 г.)
- 7 май – Йозеф Понятовски, полски княз, маршал на Франция
- 31 декември – Пиер-Шарл Вилньов, френски адмирал

## Починали
- 27 ноември – Мария-Изабела Бурбон-Пармска, кралица на Римляните